# Dichostates lignarius
Dichostates lignarius là một loài bọ cánh cứng trong họ Cerambycidae.